# Liste der Monuments historiques in Flêtre
Die Liste der Monuments historiques in Flêtre führt die Monuments historiques in der französischen Gemeinde Flêtre auf.

## Liste der Bauwerke

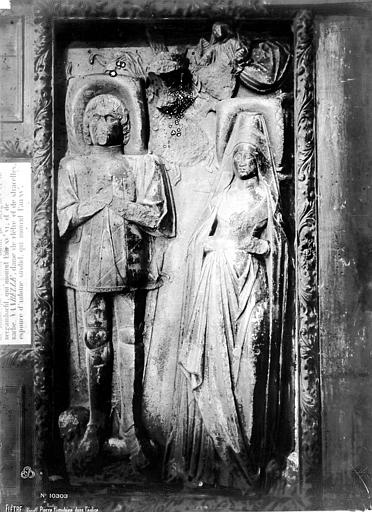
Grabplatte für Antoine van Houtte und Barbe van Belle in Flêtre

| Bezeichnung        | Beschreibung | Standort                      | Kennzeichnung | Schutzstatus | Datum | Bild |
| ------------------ | ------------ | ----------------------------- | ------------- | ------------ | ----- | ---- |
| Schloss Wignacourt |              | 18, route de Strazeele (Lage) | PA59000086    | Inscrit      | 2002  |      |